# Mayday Parade
Mayday Parade – zespół rockowy pochodzący z Tallahassee na Florydzie. Ich debiutanckie EP Tales Told by Dead Friends zostało 
wydane w 2006 roku i sprzedane w 50 tysiącach kopii bez pomocy żadnej wytwórni. W lutym 2007 zespół wydał swój pierwszy album A Lesson in Romantics. Ich drugi album Anywhere but Here wydano w październiku w 2009, a trzeci album nazwany Mayday Parade w październiku 2011. Czwarty album Monsters in the Closet wydano w 2013 roku, a ich piąty najnowszy album Black Lines w październiku w 2015 roku.

## Członkowie zespołu

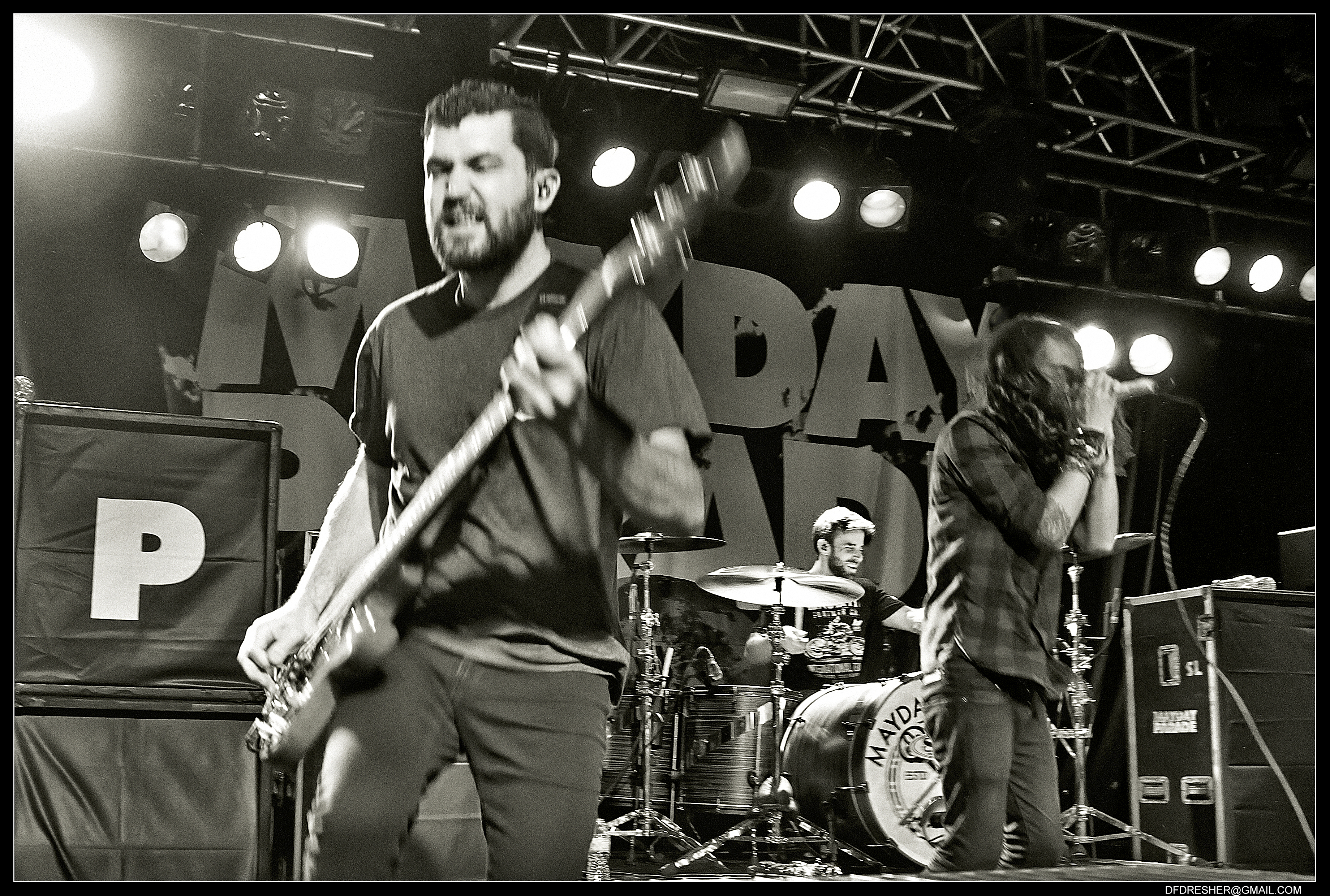
Mayday Parade – Live 2014

### Aktualni Członkowie
- Derek Sanders – prowadzący wokal (od 2005), pianino (od 2005)
- Brooks Betts – gitara (od 2005)
- Jake Bundrick – perkusja (od 2005), wokal (od 2007)
- Alex Garcia – prowadząca gitara (od 2005)
- Jeremy Lenzo – gitara basowa (od 2005), wokal (od 2007)

### Byli członkowie
- Jason Lancaster – prowadzący wokal, gitara (2005–07)

## Dyskografia

### Albumy Studyjne
- A Lesson in Romantics (2007)
- Anywhere But Here (2009)
- Mayday Parade (2011)
- Monsters in The Closet (2013)
- Black Lines (2015)
- Sunnyland (2018)

### Teledyski
| Rok  | Tytuł                                                | Album                  | Źródło |
| ---- | ---------------------------------------------------- | ---------------------- | ------ |
| 2007 | Black Cat                                            | A Lesson in Romantics  | [ 1 ]  |
| 2007 | When I Get Home, You're So Dead                      | A Lesson in Romantics  | [ 2 ]  |
| 2008 | Jamie All Over                                       | A Lesson in Romantics  | [ 3 ]  |
| 2009 | Miserable at Best                                    | A Lesson in Romantics  | [ 4 ]  |
| 2009 | The Silence                                          | Anywhere But Here      | [ 5 ]  |
| 2010 | Kids in Love                                         | Anywhere But Here      | [ 6 ]  |
| 2011 | Oh Well, Oh Well                                     | Mayday Parade          | [ 7 ]  |
| 2011 | When You See My Friends                              | Mayday Parade          | [ 8 ]  |
| 2012 | Stay                                                 | Mayday Parade          | [ 9 ]  |
| 2013 | Ghosts                                               | Monsters in The Closet | [ 10 ] |
| 2014 | Hold Onto Me                                         | Monsters in The Closet | [ 11 ] |
| 2015 | Keep in Mind, Transmogrification Is a New Technology | Black Lines            | [ 12 ] |
| 2015 | One of Them Will Destroy the Other                   | Black Lines            | [ 13 ] |